# Droździce
Droździce (Dzików) – osada w Polsce położona w województwie opolskim, w powiecie opolskim, w gminie Prószków.
Od momentu utworzenia w 1950 województwa opolskiego miejscowość administracyjnie należy do niego.